# Betulia (kommun i Santander, lat 7,00, long -73,39)
Betulia är en kommun i Colombia.   Den ligger i departementet Santander, i den centrala delen av landet, 280 km norr om huvudstaden Bogotá. Antalet invånare är 5 350.